# オーガスタ (イリノイ州)
オーガスタ（Augusta）は、アメリカ合衆国のイリノイ州ハンコック郡にある村である。イリノイ州の最西に位置する。2000年の調査で人口は657人。1832年設立。